# Fracció contínua
Una fracció contínua es representa de la següent manera:
{\displaystyle a_{1}+{\cfrac {1}{a_{2}+{\cfrac {1}{a_{3}+{\cfrac {1}{a_{4}+{\cfrac {1}{a_{5}+\ddots }}}}}}}}}
Els nombres {\displaystyle a_{1}}, {\displaystyle a_{2}}, {\displaystyle a_{3}} ... s'anomenen quocients incomplets. Per simplificar la notació, a vegades s'indica una fracció contínua especificant-ne tan sols els quocients. Així, la fracció anterior s'indicaria també per: {\displaystyle [a_{1};a_{2},a_{3},a_{4},a_{5},\ldots ]}.
Si el nombre de quocients incomplets és finit, ens trobem davant d'una fracció contínua finita.
Si, en canvi, el nombre de quocients incomplets es repeteix indefinidament, ens trobem davant d'una fracció contínua periòdica.
Dins d'aquest últim grup (el de la fracció contínua periòdica) podem distingir-ne dos subgrups:
- La fracció contínua periòdica pura, quan el primer quocient incomplet és el primer de la fracció contínua.
- La fracció contínua periòdica mixta, quan això no es compleix.

## Resolució d'una fracció contínua finita
Posem que tenim la fracció:
{\displaystyle 4+{\cfrac {1}{3+{\cfrac {1}{2+{\cfrac {1}{5+{\cfrac {1}{7}}}}}}}}}
Podem resoldre la fracció com si fos una fracció ordinària:
{\displaystyle 4+{\frac {1}{3+{\cfrac {1}{2+{\cfrac {1}{5+{\cfrac {1}{7}}}}}}}}=4+{\cfrac {1}{3+{\cfrac {1}{2+{\cfrac {7}{36}}}}}}=4+{\cfrac {1}{3+{\cfrac {36}{79}}}}=4+{\cfrac {79}{273}}={\cfrac {1171}{273}}}

## Resolució d'una fracció contínua periòdica

### Periòdica pura
Posem que tenim la fracció
{\displaystyle x=3+{\cfrac {1}{5+{\cfrac {1}{2+{\cfrac {1}{3+{\cfrac {1}{5+{\cfrac {1}{2+\ldots }}}}}}}}}}}
El qual és igual a:
{\displaystyle x=3+{\cfrac {1}{5+{\cfrac {1}{2+{\cfrac {1}{x}}}}}}}
ja que es repeteix contínuament el mateix.
A continuació, resolem la fracció de la mateixa forma que abans, i obtindrem:
{\displaystyle x={\frac {35x+16}{11x+5}}}
Finalment, resolem l'equació:
{\displaystyle 11x^{2}+5x=35x+16}
{\displaystyle 11x^{2}-30x-16=0}
A través de la resolució de l'equació de segon grau trobem el valor corresponent a {\displaystyle x}.
Un cas especial dins de les fraccions periòdiques pures són aquelles on el bucle té una llargada de només 1, és dir,
{\displaystyle x=a+{\frac {b}{x}}}.
Per exemple, emprant el mateix mètode es pot arribar a la següent igualtat:
{\displaystyle n+{\cfrac {1}{n+{\cfrac {1}{n+{\cfrac {1}{n+\ddots }}}}}}={\frac {n+{\sqrt {n^{2}+4}}}{2}}},
la qual quan n és 1 equival al nombre d'or.

### Periòdica mixta
Posem que tenim la fracció:
{\displaystyle x=2+{\cfrac {1}{3+{\cfrac {1}{4+{\cfrac {1}{3+{\cfrac {1}{4\ldots }}}}}}}}}
En aquests casos anomenarem y al valor de la fracció contínua que segueix des del primer període
{\displaystyle x=2+{\frac {1}{3+{\frac {1}{y}}}}={\frac {2y+1}{y}}}
D'altra banda:
{\displaystyle y=4+{\frac {1}{3+{\frac {1}{y}}}}={\frac {13y+4}{3y+1}}}
D'aquesta manera, podem formular un sistema d'equacions per trobar el resultat.